# Eren Keskin
Eren Keskin (ur. 24 kwietnia 1959 w Bursie) – Kurdyjka, obywatelka Turcji. Z wykształcenia jest prawnikiem. 

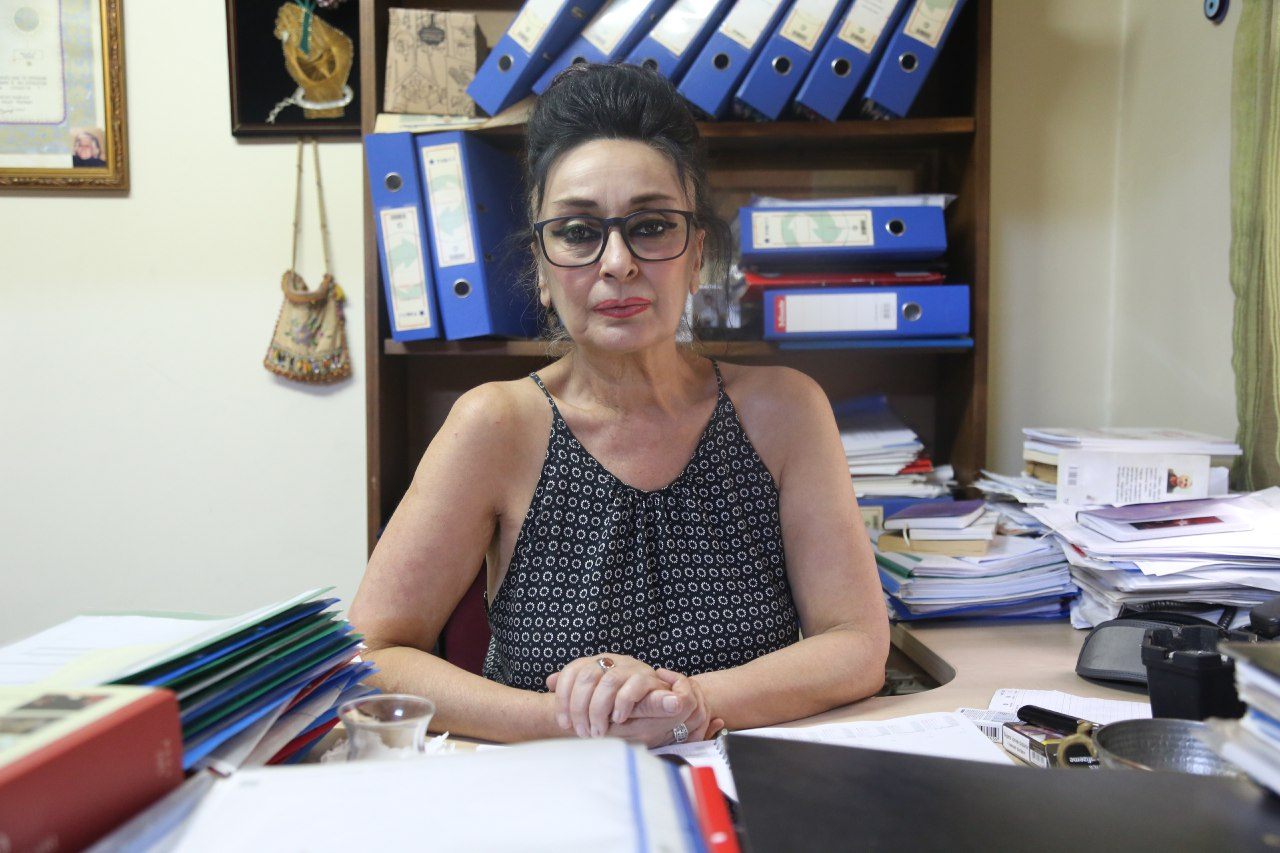
Eren Keskin

Współzałożycielka „Legal Aid For Women Who Were Raped Or Otherwise Sexually Abused by National Security Forces” (Pomoc prawna dla kobiet, które zostały zgwałcone bądź wykorzystane seksualnie przez państwową służbę więzienną). Za swoją działalność była wielokrotnie szykanowana oraz więziona. W 2004 otrzymała nagrodę „Aachen Peace Award” za swą odwagę oraz działalność na rzecz praw człowieka.